# Nolana sedifolia
Nolana sedifolia là loài thực vật có hoa trong họ Cà. Loài này được Poepp. mô tả khoa học đầu tiên năm 1829.